# Oldsmobile Cutlass
Der Oldsmobile Cutlass war ein PKW der oberen Mittelklasse, der von Frühjahr 1967 bis Mitte 1981 von Oldsmobile, einer Marke von General Motors, gebaut wurde. Zunächst war der Cutlass eine besser ausgestattete Variante des Oldsmobile F-85 und ersetzte diesen ab Ende 1972 vollständig. 
Im Frühjahr 1997 fand die Namensbezeichnung für den Nachfolger des Ciera wieder Verwendung, einem Wagen der unteren Mittelklasse, der bis Ende 1999 hergestellt wurde.

## Modellgeschichte

### Cutlass (1967)
Noch im Vorjahr war der Cutlass eine Ausstattungsvariante des F-85 gewesen. Von nun an bildete er eine eigene Modellreihe, bestehend aus viertüriger Limousine, viertüriger Hardtop-Limousine, fünftürigem Kombi, zweitürigem Hardtop-Coupé und zweitürigem Cabriolet.
Auch die Motoren stammten aus dem F-85. Ein Reihensechszylinder mit 4097 cm³ Hubraum, der bei 4200 min−1 155 PS (114 kW) leistete, und ein V8-Motor mit 5408 cm³ Hubraum und 250 PS (184 kW) bei 4800 min−1. 
Die Fahrzeugfront war durch Doppelscheinwerfer gekennzeichnet, die leicht zurückgesetzt und mit Positionsleuchten zwischen Haupt- und Fernscheinwerfern in einem breiten Kühlergrill mit einer horizontalen verchromten Mittelstrebe angeordnet waren. Zeittypisch war auch der „Hüftschwung“ in der Karosserie über den hinteren Radausschnitten und die konkav geformte Heckpartie.

### Cutlass (1968–1972)
1968 erhielten die Zweitürer ein verkürztes Fahrgestell mit 2845 mm Radstand und die Bezeichnung Cutlass S (S für "Short Wheel Base"). Neben dem Cabriolet und dem Hardtop-Coupé gab es zusätzlich ein zweitüriges Sport-Coupé mit B-Säulen. 
Wie schon die großen Oldsmobile-Modelle im Vorjahr erhielten auch die kleineren nun ebenfalls eine neue Fahrzeugfront mit einer deutlich hervorgehobenen Nase. Die Positionsleuchten zwischen den Scheinwerfern blieben zunächst erhalten. Anstatt der zweiteiligen Rücklichter des Vorjahres gab es jetzt schmale einteilige Heckleuchten, die waagerecht über dem hinteren Stoßfänger angeordnet waren.
1969 entfielen die Positionsleuchten zwischen den Scheinwerfern, und die schmaler gestaltete Nase war nun lackiert. Der verbleibende Kühlergrill trug vertikale Chromstäbe. 
1970 waren die runden Doppelscheinwerfer von rechteckigen, verchromten Rahmen eingefasst. Die schmalen, waagerechten Rückleuchten waren zwei senkrechten Doppelstreifenleuchten gewichen, die komplett in den weit hochgezogenen Heckstoßfänger integriert waren. Sowohl die Wagen mit kurzem wie auch die mit einem längeren Fahrgestell wuchsen in der Länge um 2″ (51 mm). Das Cabriolet wurde nicht mehr angeboten.

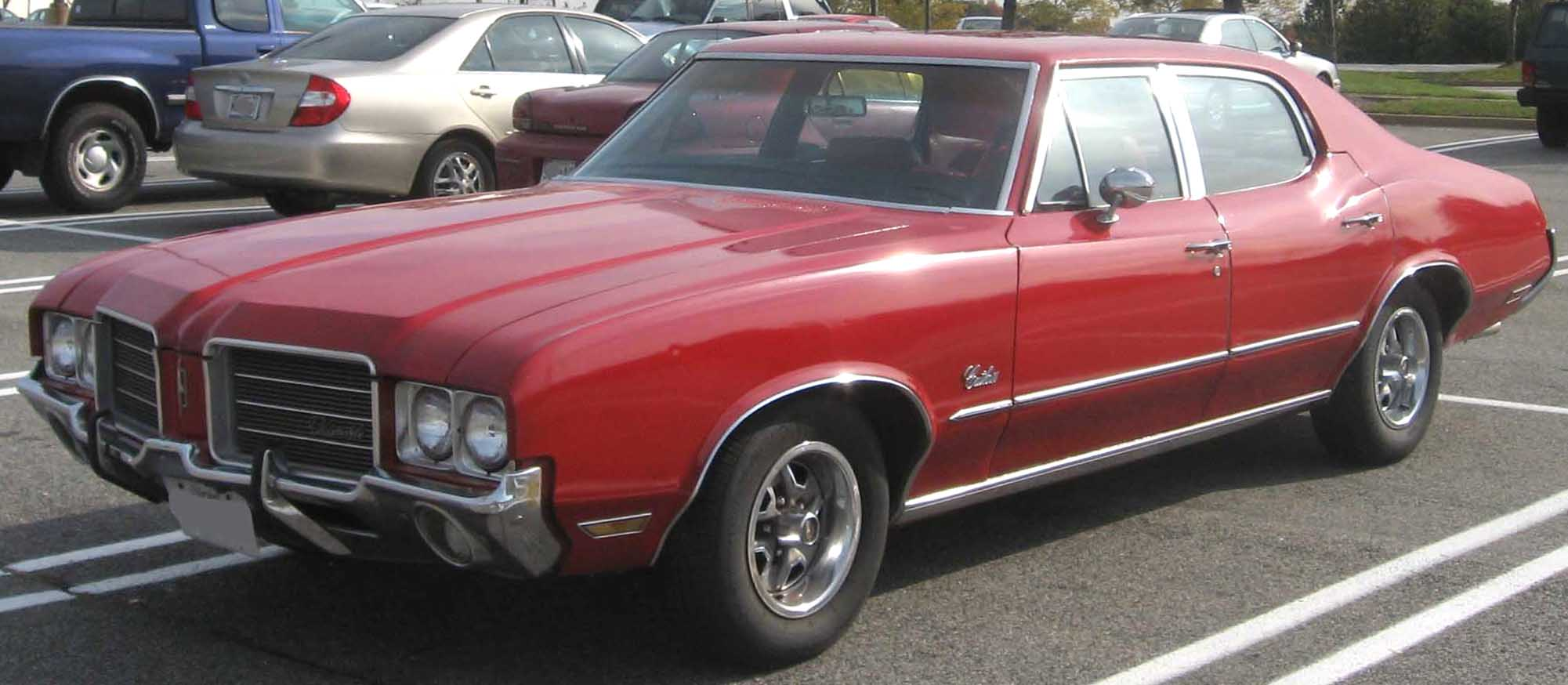
Oldsmobile Cutlass Sedan (1971)

1971 wurde die Fahrzeugfront leicht umgestaltet, und der Kühlergrill wurde etwas höher und wuchtiger. Die viertürige Hardtop-Limousine fiel aus dem Angebot. Der Sechszylinder leistete noch 145 PS (107 kW), der V8-Motor 240 PS (176 kW). 
1972 gab es den Cutlass nur noch als viertürige Limousine und als zweitüriges Coupé, den Cutlass S als Sportcoupé und als Hardtop-Coupé. Der Sechszylindermotor war ebenfalls entfallen. Der unverändert große V8 leistete 160 PS (118 kW) bei 4000 min−1. Stilistische Veränderungen gab es kaum, nur der Kühlergrill nahm in der Höhe leicht zu.

### Cutlass (1973–1977)
1973 wurde der Cutlass vollständig überarbeitet. Die Frontpartie beinhaltete nun einzelne, runde Scheinwerfer mit quadratischen, verchromten Einfassungen. Die lackierte Nase blieb erhalten mit einem geteilten Kühlergrill in Form eines breiten, nach unten geöffneten Hufeisen. Der „Hüftschwung“ über den hinteren Radausschnitten entfiel ebenso wie das Hardtop-Coupé. Der V8-Motor leistete in diesem Jahr 180 PS (132 kW) bei 3800 min−1.
1974 gab es ein kleines Facelift. Der Kühlergrill war nun rechteckig und etwas schmaler gestaltet, sodass sich zwischen diesen und den Hauptscheinwerfern Platz für quadratische Positionslichter ergab. 1975 waren diese wieder verschwunden, und der Grill wieder etwas breiter. An neuen Motoren gab es einen 5,4 Liter-V8 nun mit 4261 cm³ Hubraum, der 150 PS (110 kW) leistete. Den V8 gab es allerdings nur für die Limousine. Die Coupés Cutlass und Cutlass S erhielten 4,1 Liter-Reihensechszylindermotoren mit 105 PS (77 kW) bei 3400 min−1.
1976 entfiel die Bezeichnung Cutlass, denn Coupé und Limousine hießen Cutlass S zur Unterscheidung vom stärkeren Cutlass Supreme. 
Ein weiteres Facelift beinhaltete beim Cutlass S rechteckige Doppelscheinwerfer, die über den flachen Positions-/Blinkleuchten angeordnet waren. Die lackierte Nase hatte immer noch Bestand, der Kühlergrill war in eine geneigte Frontpartie integriert, durch senkrechte und waagrechte Streben gegliedert mit senkrechten Kühlschlitzen. Die Leistung des V8-Motors war auf 110 PS (81 kW) reduziert worden.
Für das Modelljahr 1977 war die Frontpartie wieder senkrecht gestaltet, und die Kühlschlitze erstreckten sich bis in den waagerechten Teil vor der Motorhaube (vgl. Foto). Der 4,1 Liter-R6-Motor wich einem V6-Exemplar mit 3785 cm³ Hubraum, das ebenfalls 105 PS (77 kW) abgab.

Der Cutlass war im Jahr 1976 die Pkw-Modellreihe mit dem weltweit zweitgrößten Produktionsausstoß (560 000 Einheiten), nach den sowjetischen Schiguli (682 000 Stück) und noch vor dem VW Golf I (520 000 Stück).

### Cutlass (1978–1981)
1978 wurde ein vollständig neuer Cutlass mit deutlich reduzierten Ausmaßen vorgestellt. Dieses Modell gab es als zweitüriges Coupé (auch mit Fließheck), als fünftürigen Kombi mit zwei oder sechs Sitzen und als neue Karosserievariante eine viertürige Fließheck-Limousine. 
Die rechteckigen Scheinwerfer waren in einen einfachen rechteckigen Kühlergrill mit verchromten Querstäben integriert. In der Mitte des Grills war das Oldsmobile-Emblem angeordnet. 

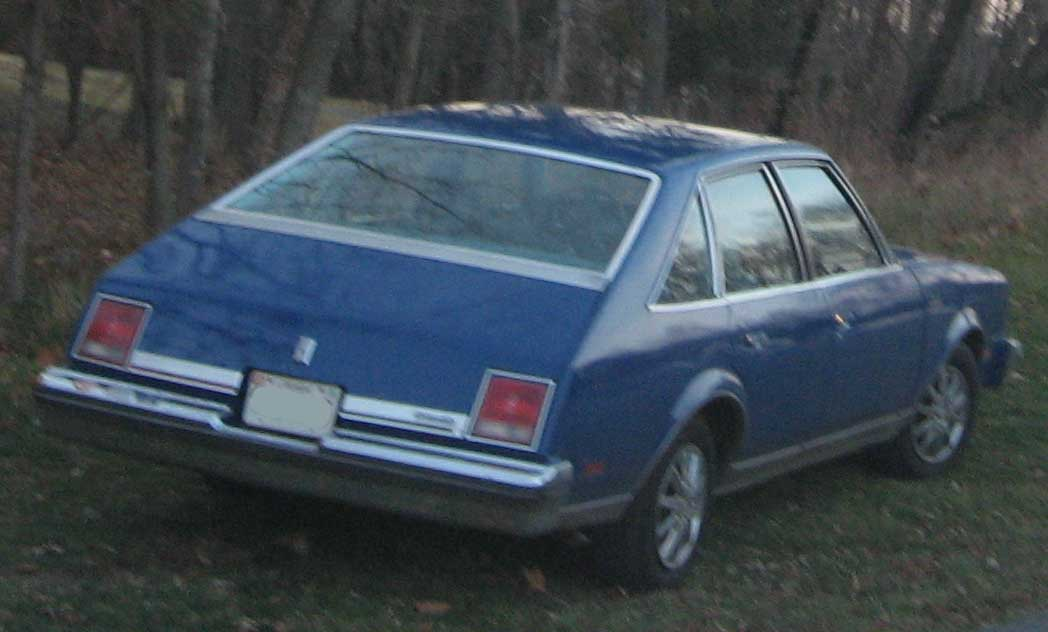
Heckansicht

Standardmotorisierung war der aus dem Vorjahr bereits bekannte 3,8 Liter-V6. Darüber hinaus standen auf Wunsch drei V8-Motoren zur Auswahl: Der bekannte 4,3 Liter-V8 wie aus dem Vorjahr, sowie ein V8 mit 4998 cm³ Hubraum und 145 PS (107 kW) oder 160 PS (118 kW) Leistung bei 3800 min−1. Die Coupés und Limousinen hießen Salon, der Kombi Cruiser. Alle Versionen waren auch in einer höherwertigen Ausstattungsvariante Brougham verfügbar.
1979 kam als weitere Karosserievariante eine viertürige Stufenheck-Limousine dazu. Darüber hinaus blieb das Karosseriedesign unverändert, aber die Motorenauswahl wurde nochmals erweitert. Sechs verschiedene Triebwerke standen zur Auswahl: 
- V6, 3785 cm³, 115 PS (85 kW) bei 3800 min−1
- V8, 4260 cm³, 105 PS (77 kW) bei 3600 min−1
- V8, 4932 cm³, 135 PS (99 kW) bei 3800 min−1
- V8, 4998 cm³, 160 PS (118 kW) bei 4000 min−1
- V8, 5735 cm³, 160 PS (118 kW) bei 3800 min−1 (nur Cruiser)
- V8-Diesel, 4260 cm³, 90 PS (66 kW) bei 3600 min−1

1980 änderte sich wiederum wenig in optischer Hinsicht, aber es standen fünf Motorvarianten zur Auswahl:
- V6, 3785 cm³, 110 PS (81 kW) bei 3800 min−1
- V8, 4260 cm³, 105 PS (77 kW) bei 3600 min−1
- V8, 4998 cm³, 155 PS (114 kW) bei 4000 min−1
- V8, 5031 cm³, 150 PS (110 kW) bei 3600 min−1
- V8-Diesel, 5735 cm³, 105 PS (77 kW) bei 3200 min−1

1981 wurden die Karosserien komplett überarbeitet. Es gab wieder Doppelscheinwerfer. Dazwischen angeordnet war ein geteilter Kühlergrill mit senkrechten und waagerechten Streben, der sich bis zum vorderen Stoßfänger erstreckte. Den Kühlergrill teilte der bekannte lackierte Steg; oberhalb davon war das Oldsmobile-Emblem vor der Motorhaube positioniert. Die Fließheckkarosserien waren ebenso eingestellt worden wie die großen V8-Motoren. Es gab nur noch den 3,8 Liter-V6, den 4,3 Liter-V8 und den 5,7 Liter-V8-Diesel.
Im Spätsommer 1981 wurde der Cutlass durch den Oldsmobile Cutlass Ciera ersetzt.

### Cutlass (1997–1999)
Anfang 1997 wurde der 15 Jahre lang gebaute Ciera abgelöst. Der Nachfolger erhielt wieder die traditionsreichen Namen Cutlass, war aber nur noch als viertürige Limousine erhältlich. 
Der neue Cutlass war hinsichtlich Design und Technik eng verwandt mit dem gleichzeitig eingeführten neuen Chevrolet Malibu. Anders als dieser war der Cutlass nur mit einem V6-Motor mit 3130 cm³ Hubraum lieferbar, der 155 PS (114 kW) bei 5200 min−1 leistete. Auf Wunsch war auch eine 160 PS-(118 kW)-Version verfügbar. Die Karosserie war etwas rundlicher gestaltet als die des Ciera. Es gab die zwei Ausstattungsvarianten Standard und GLS. 
Für das Modelljahr 1998 wurde die Leistung des Motors auf 150 PS (110 kW) bei 4800 min−1 gesteigert. Das Grundmodell trug nun die Bezeichnung GL. 
Für 1999, dem letzten Produktionsjahr, gab es keine Veränderungen mehr. Als Zusatzausstattung konnten interessierte Käufer ein Gold-Package wählen, das eine goldfarbene Lackierung, golden eloxierte Alufelgen sowie goldene Embleme beinhaltete.
Ende 1999 wurde der Cutlass ersatzlos aus dem Modellprogramm gestrichen, da der im Frühjahr 1998 eingeführte Oldsmobile Alero das gleiche Marktsegment bediente.